# Harvey the Hound
Harvey the Hound, "Hunden Harvey", är NHL-laget Calgary Flames maskot. Harvey är en grå-vit hund i röda byxor och hatt och figurerar som en attraktion runt lagets hemmamatcher i Scotiabank Saddledome.
Harvey the Hound har anor tillbaka till 1983 och är med det NHL:s äldsta maskot.